# La sirenetta
La sirenetta (titolo originale Den Lille Havfrue) è una fiaba dello scrittore danese Hans Christian Andersen, pubblicata per la prima volta nel 1837 nella sua raccolta di fiabe. Divenuta particolarmente popolare, soprattutto in Danimarca dove tra i monumenti principali di Copenaghen vi è una statua dedicata alla protagonista, la storia della Sirenetta ha anche ispirato diverse opere cinematografiche, musicali e teatrali tra cui gli omonimi film d'animazione del 1989 e il live action del 2023.

## Trama

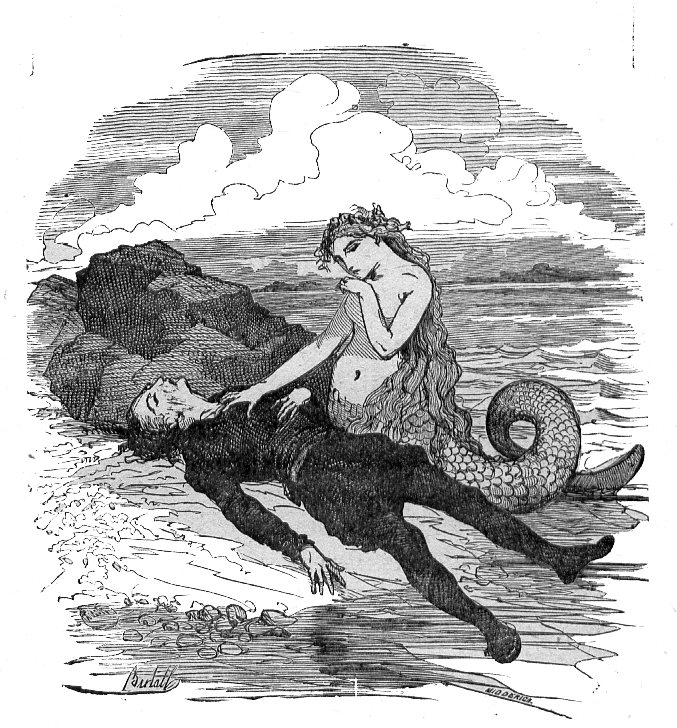
La sirenetta e il principe, illustrazione di Bertall

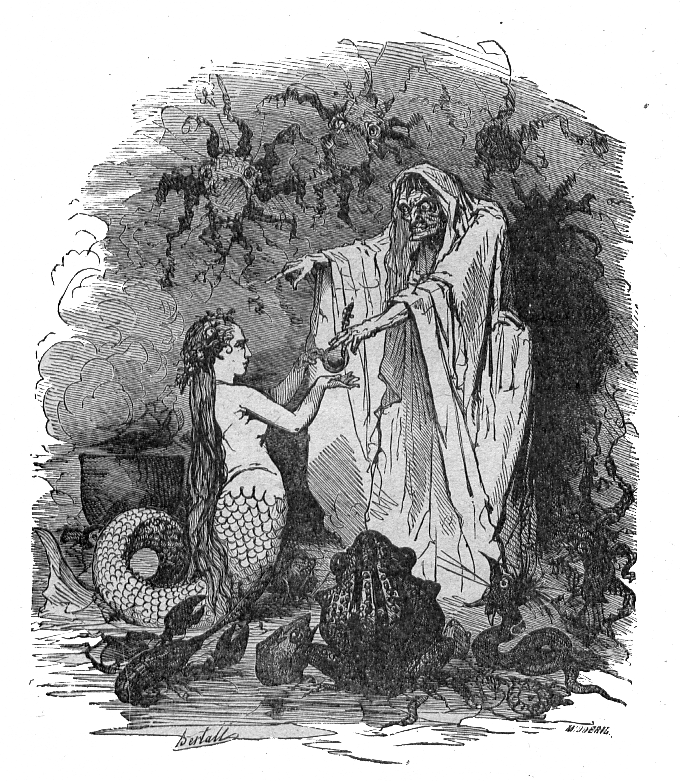
La sirenetta e la strega marina, illustrazione di Bertall

La Sirenetta vive sul fondo del mare con suo padre, il Re del Mare, rimasto vedovo, sua nonna e cinque sorelle maggiori. A quindici anni, secondo la tradizione delle sirene, le viene concesso di nuotare fino alla superficie per guardare il mondo sopra il mare. La Sirenetta ha così modo di vedere una nave comandata da un bellissimo principe, di cui si innamora.
La nave viene travolta da una terribile tempesta, ma la Sirenetta riesce a salvare il principe e portarlo in salvo su una spiaggia vicino a un tempio; il principe tuttavia ha perso conoscenza e non ha modo di vederla.
La Sirenetta passa i giorni che seguono sospirando e sognando il principe e desiderando di avere un'anima e una vita eterna come gli esseri umani; il destino di tutte le sirene, infatti, è quello di dissolversi in schiuma marina.
Alla fine decide di recarsi dalla Strega del Mare, che la convince a rinunciare alla sua bella voce, in cambio di una pozione che trasformerà la sua coda di pesce in due gambe come gli umani, così le fa una magia togliendole la parola; inoltre camminare sarà come essere trapassata dai coltelli e non potrà più tornare a essere una sirena. Se il principe si innamorerà di lei e la sposerà, la Sirenetta otterrà un'anima e rimarrà con lui; se egli sposerà un'altra, il mattino dopo le nozze la Sirenetta morirà e si trasformerà in schiuma di mare.
La Sirenetta beve la pozione e incontra il principe, che è attratto dalla bellezza e dalla grazia della fanciulla. La Sirenetta purtroppo non può parlare, così l'attrazione che il principe prova per lei non riesce a trasformarsi in vero amore.
Un giorno il principe si reca in un regno vicino in cerca di una moglie. Si scopre che la figlia del re di quel regno è una ragazza che aveva trovato il principe sulla spiaggia dopo il naufragio. Il principe si ricorda di lei e anche di come colei che l'aveva salvato, se ne innamora e presto le nozze vengono annunciate.
La Sirenetta è disperata. Quando giunge la notte delle nozze, le sue sorelle le consegnano un pugnale magico che hanno comprato per lei dalla Strega del Mare in cambio dei loro capelli. Se la Sirenetta, con quel pugnale, ucciderà il principe e bagnerà i propri piedi con il sangue del medesimo prima del sorgere del sole, potrà tornare a essere una sirena e tornare a vivere nel mondo marino. La Sirenetta tuttavia ama troppo il principe per farlo, quindi lancia il pugnale in mare, e al sorgere del sole sta per trasformarsi in schiuma.
La sua bontà viene però premiata; anziché morire, la Sirenetta diventa una figlia dell'aria, un essere invisibile, con la promessa di ottenere un'anima e volare in Paradiso dopo trecento anni di buone azioni: per ogni bambino buono che riuscirà a trovare e a cui sorriderà, le verrà risparmiato un anno di attesa; per ogni bambino cattivo, invece, piangerà e dovrà aspettare un giorno di prova per ogni lacrima.

## Storia editoriale
La sirenetta venne pubblicata per la prima volta da C.A. Reitzel a Copenhagen il 7 aprile 1837, all'interno di Eventyr fortalte for Børn. Første Samling. Tredie Hefte (Fiabe raccontate ai bambini. Prima raccolta. Terzo tomo), una raccolta di 9 fiabe di Hans Christian Andersen. In seguito è stata ripubblicata altre due volte in altre raccolte durante la vita dell'autore: il 18 dicembre 1849 all'interno di Eventyr. 1850 (Fiabe. 1850), e il 15 dicembre 1862 in Eventyr og Historier. Første Bind. 1862 (Fiabe e racconti. Primo volume. 1862).
La prima pubblicazione italiana risale al 1864, con il titolo La piccola sirena, nella raccolta Quindici racconti pei giovinetti.

## Analisi

### Origini
Il titolo di lavorazione della fiaba era Le figlie dell'aria. Per la sua creazione Andersen si ispirò a Undine di Friedrich de la Motte Fouqué, un altro racconto in cui una ninfa acquatica guadagna un'anima tramite il matrimonio con un uomo, ma trovò che il suo finale fosse un miglioramento. Secondo la visione di Andersen, era sbagliato che la conquista di un'anima immortale dipendesse dall'amore di un uomo come nel racconto di de la Motte Fouqué. Andersen scelse quindi di dare alla sua sirena un percorso divino e, a suo dire, più naturale.
Andersen scrisse la celebre fiaba dopo il fallito tentativo di corteggiare Edvard Collin, che era un uomo fuori dalla sua portata, essendo di classe sociale superiore e respinse le avance dello scrittore. Quando quest'ultimo decise di sposarsi, Hans diede vita a Den Lille Havfrue. Molti biografi e storici affermano che Andersen fosse bisessuale, non a caso i temi del doppio e del "diverso" risuonano più e più volte, nelle sue opere.

### Interpretazioni
La Sirenetta è considerata una delle fiabe più rappresentative del genio letterario di Andersen. Qui più che altrove sono identificabili riferimenti autobiografici abbastanza chiari, per quanto celati dietro la finzione fiabesca. Il tema del "diverso" viene presentato in relazione al contesto amoroso e la relazione fra la Sirenetta resa muta dalla magia e il bel principe che le si affeziona senza amarla è stato interpretato come un ritratto della situazione di isolamento sentimentale a cui Andersen si sentiva relegato a causa della sua inclinazione omosessuale. La fiaba uscì all'interno della raccolta Eventyr, fortalte for Børn III qualche mese dopo il matrimonio dell'amico Edvard Collin, tenutosi nel 1836. In alcune lettere Andersen si rivolgeva così all'amico: "ti desidero come se tu fossi una splendida fanciulla della Calabria", "i miei sentimenti nei tuoi confronti sono quelli di una donna. La femminilità della mia natura e della nostra amicizia, come i misteri, non deve essere interpretata". La fiaba esprimerebbe quindi l'impotenza e il dolore di Andersen a seguito del matrimonio di Collin. Nella lingua tagliata alla Sirenetta, nella perdita della voce, starebbe tutta la frustrazione di non potersi esprimere liberamente; il suo non essere né donna né pesce rappresenterebbe il dolore del diverso. L'amore della Sirenetta è il più puro e sincero, ma non può dirlo, perché dalla sua bocca non esce suono. Nella diversa natura delle parti in gioco sta la tragicità dell'amore impossibile.

## Personaggi
- Sirenetta
- Principe
- Strega del Mare
- Re del Mare
- Sorelle della sirenetta (5)
- Nonna

## Adattamenti
Nel corso degli anni la storia è stata adattata in cinema, TV, musical e altre forme d'arte, ma, grazie anche alla versione Disney, molto adattamenti ne modificano il tragico finale e altri aspetti più crudi. 

### Cinema
- Nel film musicale del 1952 Il favoloso Andersen, la fiaba de La sirenetta è rappresentata sotto forma di balletto.
- The Daydreamer (1966), film d'animazione stop-motion misto live-action statunitense tratto liberamente dalla vita di Andersen, nel quale vi è un segmento dedicato a La sirenetta.
- Fantasía... 3 (1966), film spagnolo a episodi di Eloy de la Iglesia. Il primo episodio è un adattamento de La sirenetta.
- Il sovietico La sirenetta del 1968, della durata 29 minuti, è uno dei primi film d'animazione interamente basato sulla storia.
- La Sirenetta - La più bella favola di Andersen (1975), è un film anime e primo lungometraggio basato sulla storia, prodotta dalla Toei Animation è una delle versioni più fedeli del racconto.
- La sirenetta (Rusalochka) film sovietico-bulgaro del 1976, diretto da Vladimir Bichkov.
- La piccola ninfa di mare, film ceco del 1976 diretto da Karel Kachyňa. In questa versione le sirene vengono ritratte come delle ninfe acquatiche, ciononostante la narrazione segue fedelmente il testo di Andersen, finale compreso.
- La trama del film di Ron Howard Splash - Una sirena a Manhattan (1984), con Tom Hanks e Daryl Hannah, è basato su una premessa analoga a quella della storia di Andersen, sebbene lo svolgimento sia poi completamente diverso.
- Il film d'animazione Disney La sirenetta, del 1989, benché completamente diverso per il messaggio finale, è stato insignito di diversi premi, tra cui un Golden Globe per il miglior film commedia o musicale. A parte l'aggiunta di personaggi al contorno e un ruolo leggermente diverso della Strega del Mare, che nel film prende il nome di Ursula, la versione Disney differisce da quella di Andersen soprattutto per il lieto fine, dato che la produzione ritenne che la visione della morte della protagonista avrebbe sconcertato il pubblico adolescente, mutando quindi il finale con il suo matrimonio con il principe.
- Il mediometraggio direct-to-video del 1992 La sirenetta, realizzato dalla Golden Films sulla scia del successo del lungometraggio Disney, dal quale riprende alcuni elementi.
- The Little Mermaid (1998), mediometraggio direct-to-video prodotto dalla Burbank Films Australia.
- La Disney ha prodotto due seguiti del film del 1989 direct-to-video: La sirenetta II - Ritorno agli abissi (2000) e La sirenetta - Quando tutto ebbe inizio (2008), e prima, una serie animata: La sirenetta - Le nuove avventure marine di Ariel.
- Ponyo sulla scogliera (2008), film anime diretto da Hayao Miyazaki che presenta alcuni elementi in comune con la fiaba.
- Bubble (2022), film anime prodotto da Wit Studio, in cui viene ripreso il finale della fiaba.
- La sirenetta, del 2023 per la regia di Rob Marshall, remake del film del 1989. La parte di Ariel è stata affidata a Halle Bailey.
- The Little Mermaid, film d'animazione mockbuster del 2023 prodotto da The Asylum.

### Televisione
- Nel 1961 una versione televisiva de La sirenetta, interpretata da Shirley Temple, è stata trasmessa all'interno della serie televisiva Le grandi fiabe (The Shirley Temple Show).
- Malá mořská víla, film per la televisione ceco del 1966 con Susanna Martinková nel ruolo della protagonista.
- Una sirenetta fra noi (1970), anime giapponese prodotto in 48 episodi da Toei Animation che trae spunto nella sua parte iniziale e per il personaggio principale dalla fiaba.
- Le fiabe di Andersen (1971), serie TV anime prodotta da Mushi Production, episodi 31-33.
- La sirenetta (1974), cortometraggio animato televisivo presentato da Reader's Digest e narrato da Richard Chamberlain.
- Le più belle favole del mondo (1976), anime prodotto da Dax International, episodio 2.
- C'era una volta (1986), anime prodotto da Studio Unicorn, episodio 6.
- Nel regno delle fiabe (Faerie Tale Theatre) (1982-87), episodio 2 della sesta stagione con Pam Dawber, Treat Williams, Helen Mirren, Brian Dennehy e Karen Black.
- Una sirenetta innamorata (1991), serie animata franco-giapponese liberamente tratta dalla fiaba.
- La Disney ha realizzato una serie televisiva, prequel del film del 1989, La sirenetta - Le nuove avventure marine di Ariel, trasmessa originalmente dalla CBS dal 1992 al 1994.
- Le fiabe più belle (1995), anime prodotto da Toei Animation, episodio 24.
- Lupi, streghe e giganti (Wolves, Witches and Giants) (1995-99), episodio 2 della seconda stagione.
- Happily Ever After: Fairy Tales for Every Child (1997), serie animata prodotta dalla HBO, episodio 20.
- Polizia Dipartimento Favole (2001-2002), serie animata statunitense-australiana. L'episodio 12 è dedicato alla fiaba.
- La sirenetta, episodio della serie animata The Fairytaler (2003).
- Tre gemelle e una strega (1997-2003), episodio 91.
- Mermaid Melody - Principesse sirene (2003), anime tratto dall'omonimo manga, che contiene diversi elementi basati sulla fiaba.
- Simsalagrimm (1999-2010), episodio 20 della terza stagione.
- C'era una volta (Once Upon a Time) (2011-2018) con Joanna García nel ruolo di Ariel e Merrin Dungey in quello di Ursula.
- Die kleine Meerjungfrau (2013), episodio della serie televisiva tedesca Le più belle fiabe dei fratelli Grimm (Sechs auf einen Streich) con Zoe Moore, Philipp Danne e Meret Becker nei ruoli principali.
- Nella serie Mattel Ever After High (2013-2017) basata sull'omonima linea di bambole, è presente la figlia della sirenetta: Meeshell Mermaid.
- Regal Academy (2016-2018). La sirenetta appare come personaggio ricorrente nella seconda stagione.
- Doraemon (2005), episodio Un lieto fine (quinta stagione).
- L'avventura di una notte (One Night Stand), episodio 4 della terza stagione di Grimm.

### Teatro
- La fiaba è stata resa in forma di balletto dal compositore russo-americano Lera Auerbach, per il Balletto Reale Danese. La coreografia è stata affidata a John Neumeier e la prima si è tenuta il 15 aprile 2005
- Nel 2008, si è tenuto a Broadway una rappresentazione/musical di marchio Disney con i testi di Howard Ashman e le musiche di Alan Menken.

### Musica
- Nel 1901 andò in scena al Teatro Nazionale di Praga l'opera in 3 atti Rusalka, di Antonín Dvořák, ispirata alla storia della Sirenetta.
- Nel 1942 il Maestro Vieri Tosatti (1920-1999) scrisse la Storia della Sirenetta, composizione per pianoforte a quattro mani.
- Nel 1957 la compositrice francese Germaine Tailleferre scrisse un'opera musicale in 3 atti, intitolata La petite sirène, con libretto adattato da Philippe Soupault.
- Nel 2023, il gruppo alternative metal italiano Break Me Down ha rilasciato la canzone "Into The Water", ispirata alla fiaba di La Sirenetta. Il brano esplora tematiche di lotta e desiderio di espressione libera, narrando il dolore e l'ansia che emergono quando si è costretti a reprimere la propria vera natura.

## Cultura popolare

### Statua della Sirenetta
Una scultura bronzea raffigurante la Sirenetta di Andersen, situata su uno scoglio all'ingresso del porto di Copenaghen e considerata uno dei simboli della capitale danese.
La statua, inaugurata il 23 agosto 1913 e creata dallo scultore Edvard Eriksen, era stata commissionata nel 1909 da Carl Jacobsen, figlio del fondatore della Carlsberg, dopo essere rimasto affascinato da un balletto tratto dalla fiaba. Nel corso degli anni è stata oggetto di diversi atti vandalici.

### Statua della Sirenetta nel Principato di Monaco
Un'altra statua della Sirenetta si trova nei giardini di Larvotto nel Comune di Monaco. Venne creata nel 2000 con strati e strati di metallo da Kristian Dahlgard, in omaggio ai danesi che vivono a Monaco e in onore del Principe Ranieri III, in occasione del cinquantesimo anno del suo regno.